# Умнов, Сергей Павлович
Сергей Павлович Умнов (род. 16 октября 1964, с. Волое, Кировский район, Калужская область, РСФСР, СССР) — советский и российский деятель органов внутренних дел. Начальник Главного управления МВД России по городу Санкт-Петербургу и Ленинградской области с 1 марта 2012 по 8 февраля 2019 (временно исполняющий обязанности с 10 февраля по 1 марта 2012). Помощник министра внутренних дел Российской Федерации с 8 февраля 2019. Генерал-лейтенант полиции (2013). Заслуженный сотрудник органов внутренних дел Российской Федерации.

## Биография
Родился 16 октября 1964 года в селе Волое Кировского района Калужской области.
В 1992 году окончил юридический факультет Санкт-Петербургского государственного университета по специальности «правоведение».
В органах внутренних дел работает с 1986 года: начинал службу с должности милиционера патрульно-постовой службы Куйбышевского райисполкома Ленинграда.
- С 1986 по 1993 год — в уголовном розыске Куйбышевского района Ленинграда, позже переведён в ОРБ ГУВД, оттуда в Северо-Западный РУБОП, где стал заместителем начальника отдела по борьбе с коррупцией.
- С 2001 по 2004 год — заместитель начальника УБОП ГУВД Петербурга и Ленинградской области.
- С 2004 по 2011 год — заместитель начальника криминальной милиции ГУВД Петербурга и Ленинградской области.

Указом президента Российской Федерации в 2008 году присвоено специальное звание «генерал-майор милиции».
- С 14 апреля 2011 по 10 февраля 2012 год — заместитель начальника Главного управления МВД России по городу Санкт-Петербургу и Ленинградской области — начальник полиции. Назначен на должность после прохождения переаттестации в рамках реформы милиции с присвоением специального звания «генерал-майор полиции»[1].
- C 10 февраля по 1 марта 2012 год — временно исполняющий обязанности начальника Главного управления МВД России по городу Санкт-Петербургу и Ленинградской области[2]. Сменив на этом посту Михаила Суходольского.
- С 1 марта 2012 по 8 февраля 2019 год — начальник Главного управления МВД России по городу Санкт-Петербургу и Ленинградской области[3][4].

Указом президента Российской Федерации от 10 ноября 2013 года присвоено специальное звание «генерал-лейтенант полиции».
- С 8 февраля 2019 года — помощник министра внутренних дел Российской Федерации[5].

5 июля 2022 года был задержан по подозрению в злоупотреблении должностными полномочиями, повлекшем тяжкие последствия и помещен в ИВС на Петровке, 38. 6 июля 2022 года он был заключен под стражу судом на два месяца.

## Награды
Государственные
- Орден Почёта
- Медаль «За отличие в охране общественного порядка»
- Заслуженный сотрудник МВД
- Орден «За заслуги перед Отечеством» IV степени (2017)[9]
- Орден Александра Невского (14 марта 2019)[10][11]

Юбилейные
- Медаль «В память 300-летия Санкт-Петербурга»
- Медаль «300 лет Российскому флоту»

Ведомственные
- Медали
- Медаль «За укрепление парламентского сотрудничества» (27 ноября 2014 года, Межпарламентская ассамблея СНГ) — за особый вклад в развитие парламентаризма, укрепление демократии, обеспечение прав и свобод граждан в государствах — участниках Содружества Независимых Государств[12]

## Семья
Женат, есть сын.

## В кино
Профессиональная деятельность и личность Сергея Умнова стала основой для создания прототипа Сергея Жамнова, персонажа сериала «Ментовские войны».